# نيكي فالديز
نيكي فالديز هي ممثلة فلبينية، ولدت في 25 يناير 1979 في الفلبين.

## وصلات خارجية
- نيكي فالديز على موقع IMDb (الإنجليزية)
- نيكي فالديز على موقع ميوزك برينز (الإنجليزية)
- نيكي فالديز على موقع قاعدة بيانات الفيلم (الإنجليزية)